# Maharagama
Maharagama (syng. මහරගම, tamil. மகரகம) – miasto w Sri Lance, w prowincji Zachodnia.